# 유임 (교양후)
유임(劉恁, ? ~ ?)은 전한 말기의 제후로, 고밀경왕의 아들이다.

## 행적
건시 2년(기원전 31년), 교양후(膠陽侯)에 봉해졌다.
교양후 임 39년(8년), 전한이 멸망하여 작위가 박탈되었다.

## 출전
- 반고, 《한서》 권15하 왕자후표 下

| 선대 (첫 봉건) | 전한의 교양후 기원전 31년 정월 ~ 기원후 8년 | 후대 (전한 멸망) |